# Тёмная сторона желания 2
«Тёмная сторона желания 2» (хинди जिस्म २, Jism 2) — индийский фильм режиссёра в жанре эротического триллера, созданный режиссёром Пуджей Бхатт по сценарию Махеша Бхатта. Премьера состоялась 3 августа 2012 года. Заявлен как сиквел фильма «Тёмная сторона желания», хотя не имеет общих сюжетных линий. Официальный дебют в Болливуде для бывшей канадской порноактрисы Санни Леоне.

## Сюжет
Фильм начинается со сцены, показывающей порноактрису Изну лежащей мёртвой на траве, однако её душа говорит, что хочет попросить прощения у кое-кого за её грехи.
За шесть месяцев до этого, Изна была нанята офицером разведки Аяном Тхакуром и начальником службы безопасности Салданой, чтобы стать «сладкой западнёй» и помочь им получить критическую информацию от опасного террориста Кабира Уилсона. Во время этой миссии Аян узнает о прежних отношениях Изны с Кабиром, в период когда Кабир сам работал на разведку. Во время одной из своих миссий, где Изну использовали для продажи наркотиков в пабе, о чём она не знала, Кабир арестовал виновных торговцев наркотиками, и Изна объяснила, что она невиновна. Кабир взял у неё монету и рассказал, как монета спасла её от ареста. Он видел, как она подняла её на улице после того, как она уронила, что человек из наркокартеля не будет делать. Изна влюбилась в Кабира и последовала за ним домой, вручив ему любовное письмо, написанное её собственной кровью. Оба начали встречаться, но однажды Кабир исчез без всяких слов. Прошло шесть лет, и Изна не нашла его, несмотря на множество усилий.
После того, как Изна соглашается с миссией, её отвозят в жилую колонию в Шри-Ланке, чтобы она жила там, где живёт Кабир под личностью музыканта. Изну просят действовать в качестве невесты Аяна и рассказывается о том, как они оба встретились друг с другом. Затем Изну просят отправиться в дом Кабира, чтобы представить себя его новым соседом, но он ведёт себя так, как будто он не узнает её. На следующий день он пишет «Извините» на окне своей кровью, но убегает, как только раздаётся телефонный звонок. Кабир атакует команду Гуру Салданы, но Салдана сбегает и планирует прекратить операцию. Аян решает украсть данные у Кабира, в то время как Изна должна выманить его из дома. Изна отправляет письмо Кабиру, сообщая, что хочет встретиться, и Кабир покидает свой дом. Аян пробирается в дом Кабира, чтобы украсть данные. Когда он копирует данные с ноутбука Кабира, тот дает Кабиру предупреждение на свой телефон, и Кабир возвращается. Аян убегает с данными, но позже обнаруживает, что все это было сфальсифицировано. Изна говорит, что она никогда не простит Кабира и не подведет его.
Кабир, который до сих пор верит Изне, никогда не имел оснований подозревать её; в отличие от его друга Сумита, который подозревает её и предупреждает Кабира. Кабир предлагает ей выйти за него замуж и просит Изна переехать в его дом и оставить Аяна. Изна соглашается. Но в то же время Аян, который влюбился в Изну, злится, услышав это. Она же говорит, что сможет украсть данные, как только попадет в дом Кабира. Она переезжает и начинает жить с Кабиром. Кабир просит Сумита найти священника для заключения брака, который случайно читает СМС Аяну на её телефоне, который доказывает, что она — шпион. Сумит идет убивать Аяна, но вместо этого он сам оказывается убит в битве за оружие. Аян вызывает Изну для срочного разговора и выражает свои опасения, что они больше не могут рисковать, и, когда Кабир узнает, что Сумит убит, он убьет Изну. Аян дает ей яд и просит её добавить его в напиток Кабира.
Пока Изны нет дома, Кабир идет в дом Аяна и обнаруживает слуховой аппарат Сумита. Чтобы узнать больше о Сумите, Кабир обыскивает дом и заканчивает тем, что открывает книгу в сумке Изны, которая рассказывает аналогичную историю, которую Изна рассказал Кабиру относительно её встречи с Аяном. Это подтверждает подозрения Сумита, и Кабир ждет Изна. Когда она возвращается, она предлагает ему кофе, в который добавила яд. Кабир рассказывает Изна, что несколько лет назад он оставил Изну из-за спецоперации, во время которой обнаружил, что офицеры сил безопасности и политики страны были коррумпированы. Поэтому он составил список взяточников и стал убивать их. По словам Кабира, он был патриотом, а не террористом.
Выбрасывая отравленный кофе, Кабир говорит Изне, что Гуру Салдана — мошенник, и его команда — обманщики, которые убьют Изну, когда они получат жесткий диск, содержащий список. Он просит Изну убежать и предлагает ей новый паспорт, билеты и доступ к счету, хранящемуся в швейцарском банке, с которого она может снять деньги. Когда Кабир целует её перед разлукой, Изна стреляет ему в живот, от чего Кабир немедленно умирает. Сбежав с жестким диском, она отправляется к Гуру Салдане и передает его ему. Однако вскоре она с удивлением узнает, что Гуру Салдана действительно является мошенником, как сказал Кабир, и что после этого задания она должна была быть убита. Аян получил соответствующее распоряжение, но передумал, когда влюбился в неё. Когда Салдана сам попытался убить Изну, Аян сам убивает его.
Изна рассказывает Аяну, что из-за этой мошеннической миссии она убила невинного человека и любовь её жизни, который слепо доверял ей. Изна говорит, что она предпочла бы умереть с Кабиром, чем жить с Аяном, и пытается уйти с жестким диском. Аян угрожает выстрелить в неё, если она покинет дом, но Изна всё равно уходит. Аян следует за ней, а затем стреляет в спину. Все ещё живая, Изна дважды стреляет в Аяна и убивает его. Затем её показывают с Кабиром после смерти, и она говорит ему, что без него Небеса не небеса, и с ним у неё нет причин бояться Ада.

## В ролях
- Санни Леоне — Изна, порноактриса

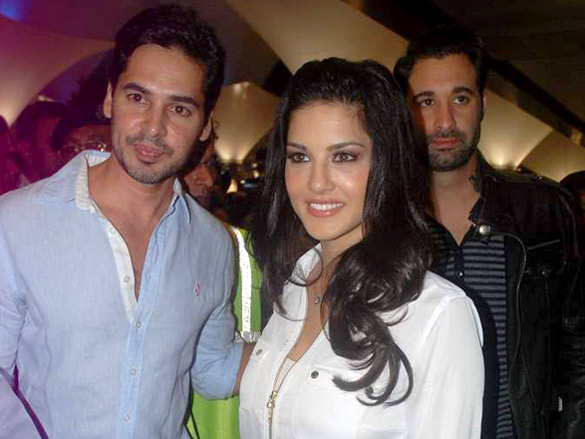
Дино Мореа и Санни Леоне возвращаются со съёмок

- Рандир Худа — Кабир Уилсон, бывший бойфренд Изны, преступник
- Арунодай Сингх — Аян Тхакур, разведчик
- Ариф Закария — Гуру Салданах, начальник разведки
- Сумит Ниджхаван — Сумит

## Производство
После успеха фильма «Тёмная сторона желания», продюсером которого был Махеш Бхатт, он решил сделать продолжение, но с новым сюжетом. В 2011 году Махеш посетил студию программы Bigg Boss, где он решил найти актрису на главную женскую роль, и предложил её канадской порноактрисе индийского происхождения Санни Леоне, но режиссировать фильма была назначена его дочь Пуджа.
Съёмки начались в апреле 2012 года в Джайпуре, затем переместились на Гоа, потом на Шри Ланку. Из-за плохого произношения Санни на хинди, её озвучивала сама Пуджа.
Первоначально Central Board of Film Certification были не довольны длительными сексуальными сценами в фильме и отказались выдать сертификат. Они возражали против нескольких сцен, в том числе сцены масляного массажа, где Изна оборачивалась, и заметная часть её груди была видна. Впоследствии, фильм получил A-сертификат после того, как Пуджа вырезала несколько сцен. Она сказала, что вырезанные сцены не повлияли на фильм.

## Саундтрек
| №  | Название               | Исполнители                     | Длительность |
| -- | ---------------------- | ------------------------------- | ------------ |
| 1. | «Abhi Abhi» (Male)     | K.K., Арко Право Мукерджи       |              |
| 2. | «Yeh Kasoor Mera Hai»  | Сону Каккар                     |              |
| 3. | «Maula»                | Али Азмат                       |              |
| 4. | «Yeh Jism Hai Toh Kya» | Али Азмат                       |              |
| 5. | «Darta Hoon (Adhoora)» | Рушк                            |              |
| 6. | «Abhi Abhi» (Duet)     | K.K., Акрити Какар, Шрея Гхошал |              |
| 7. | «Hey Walla»            | Унуша                           |              |